# La7
LA7 es un canal de televisión italiano en abierto de carácter privado, operado por Cairo Communication.
El canal comenzó sus emisiones el 24 de junio de 2001 por iniciativa de Telecom Italia. En su momento se convirtió en el séptimo canal en abierto de Italia, creado para romper el duopolio publicitario de RAI y Mediaset. Desde 2013 su propietario es el grupo Cairo, dirigido por el empresario Urbano Cairo. La programación del canal es generalista y está centrada en informativos y actualidad.

## Historia

### Antecedentes
Los orígenes de LA7 se remontan a un canal de televisión anterior, Telemontecarlo (TMC), cuyas emisiones comenzaron el 5 de agosto de 1974 como el canal en idioma italiano del Principado de Mónaco, propiedad de la cadena franco-monegasca Télé Monte-Carlo. La señal de TMC también podía sintonizarse en el norte de Italia, así que fue uno de los primeros canales en romper el monopolio que ostentaba la RAI, la televisión pública.
La liberalización del mercado televisivo en los años 1980 condujo a un duopolio publicitario entre la RAI y el grupo privado Fininvest. La RAI llegó a hacerse con una participación en TMC por temor a que Silvio Berlusconi, propietario de Canale 5, pudiera controlarla para expandir su señal. No obstante, TMC perdió peso en el mercado italiano y desde entonces ha tenido distintos propietarios. En 1985 el grupo brasileño Globo se convirtió en dueño mayoritario y TMC adoptó una imagen corporativa similar a la de Rede Globo, apoyado en el accionariado por los monegascos y el grupo Montedison. A partir de 1995 el editor Vittorio Cecchi Gori tomó las riendas de TMC y trasladó su sede a Roma, con vistas a convertirlo en un canal nacional italiano a largo plazo.
A pesar de que TMC contaba con derechos deportivos gratuitos, pues Télé Monte-Carlo era miembro de la Unión Europea de Radiodifusión, el canal no fue capaz de competir en el mercado italiano por su limitada cobertura; al no tener sede en Italia, no podía optar a una licencia nacional.

### Etapa de Telecom Italia (2001-2013)
En agosto de 2000, Cecchi Gori vendió sus canales de televisión a Seat Pagine Gialle, división editorial de Telecom Italia. Los nuevos propietarios diseñaron un plan para crear un nuevo canal de televisión con sede en Roma que compitiese en igualdad de condiciones contra RAI y Mediaset, lo que suponía también romper con la propiedad monegasca. Después de meses de contrataciones, en mayo de 2001 se confirmó que TMC pasaría a llamarse LA7.
Las emisiones de LA7 comenzaron el 24 de junio de 2001 con una gala presentada por Fabio Fazio. A finales de año, Telecom apostó por programas de actualidad como Omnibus, Otto e mezzo y el telediario TG LA7, que le permiten posicionarse como un referente informativo. En 2003, Telecom llegó a un acuerdo con Cairo Communication para que gestionasen la venta de sus espacios publicitarios.
A meidados de los años 2000, LA7 llegó a registrar sus mejores datos de audiencia con la emisión del Torneo de las Seis Naciones, el Campeonato Mundial de Superbikes y sus programas informativos bajo la dirección de Enrico Mentana. Otros de sus éxitos puntuales fueron la emisión de Quello che (non) ho, presentado por Fabio Fazio y el escritor Roberto Saviano, y la entrevista en 2013 a Silvio Berlusconi en el programa Servizio Pubblico.

### Situación actual
A finales de 2012, Telecom Italia anunció su intención de vender LA7 por falta de rentabilidad. Después de meses de negociaciones, en marzo de 2013 se confirmó su venta al empresario Urbano Cairo, dueño de Cairo Communication y uno de los antiguos socios del canal.
Bajo la gestión de Cairo, LA7 reforzó su apuesta por los programas de actualidad y debate, e introdujo espacios más populares como cine, documentales y acontecimientos especiales, entre ellos las galas de Miss Italia o el Palio de Siena. Algunas de las contrataciones más destacadas fueron las del periodista Giovanni Floris, procedente de la RAI, y el debate Propaganda Live, creado por Makkox y Diego Bianchi.

## Audiencia
El mayor dato de audiencia de la cadena fue de 8.670.000 espectadores con un 33,58 % de cuota de mercado, lo obtuvo el 10 de enero de 2013 el programa Servizio Pubblico con la presencia de Silvio Berlusconi.
|      | Enero  | Febrero | Marzo  | Abril  | Mayo   | Junio  | Julio  | Agosto | Septiembre | Octubre | Noviembre | Diciembre | Media anual |
| ---- | ------ | ------- | ------ | ------ | ------ | ------ | ------ | ------ | ---------- | ------- | --------- | --------- | ----------- |
| 2012 | 3,65 % | 3,28 %  | 3,16 % | 3,63 % | 3,91 % | 3,14 % | 3,28 % | 3,00 % | 3,35 %     | 3,41 %  | 3,66 %    | 3,67 %    | 3,44 %      |
| 2013 | 3,98 % | 4,09 %  | 4,41 % | 4,88 % | 4,07 % | 3,51 % | 2,97 % | 2,69 % | 3,19 %     | 3,88 %  | 3,81 %    | 3,67 %    | 3,81 %      |
| 2014 | 3,42 % | 3,65 %  | 3,68 % | 3,60 % | 3,82 % | 3,39 % | 2,76 % | 2,37 % | 2,70 %     | 3,06 %  | 3,03 %    | 2,92 %    | 3,23 %      |
| 2015 | 3,17 % | 2,97 %  | 3,26 % | 3,06 % | 3,17 % | 3,20 % | 2,88 % | 2,68 % | 2,85 %     | 3,12 %  | 3,16 %    | 2,96 %    | 3,04 %      |
| 2016 | 2,79 % | 2,69 %  | 2,87 % | 3,08 % | 3,02 % | 3,29 % | 3,10 % | 2,71 % | 3,40 %     | 3,45 %  | 3,45 %    | 3,63 %    | 3,12 %      |
| 2017 | 2,95 % | 2,99 %  | 2,81 % | 2,78 % | 2,80 % | 2,97 % | 2,73 % | 2,65 % | 2,76 %     | 2,82 %  | 3,14 %    | 2,95 %    | 2,86 &      |
| 2018 | 3,17 % | 3,28 %  | 4,21 % | 3,78 % | 4,62 % | 4,13 % | 3,06 % |        |            |         |           |           |             |

Fuente : Auditel 
Leyenda :
Fondo verde : Mejor resultado histórico.
Fondo rojo : Peor resultado histórico.